# 椰汁鸡汤
椰汁鸡汤（英語：Tom kha kai/Tom kha gai，泰語發音：[tôm kʰàː kàj]），又名椰奶鸡汤、南姜鸡汤、高良姜鸡汤，是一道泰国美食。

## 各版本差异
泰国版的椰汁鸡汤没有使用莳萝，而在寮国则与其相反。因为莳萝草是寮国料理中常用的一种草本植物。
除此之外，也有人用海鲜、蘑菇、猪肉和豆腐来烹煮椰汁鸡汤。它们分别称为椰汁海鲜汤（羅馬化：tom kha thale）、椰汁蘑菇汤（羅馬化：tom kha het）、椰汁猪肉汤（羅馬化：tom kha mu）以及椰汁豆腐汤（羅馬化：tom kha taohu）。
在19世纪后期，椰汁鸡汤并不归类于汤，而是一盘鸡肉或鸭肉，以清淡的椰子肉汤和大量的高良姜慢慢炖煮。然后配上基本的烤辣椒酱作为蘸料。

## 图集

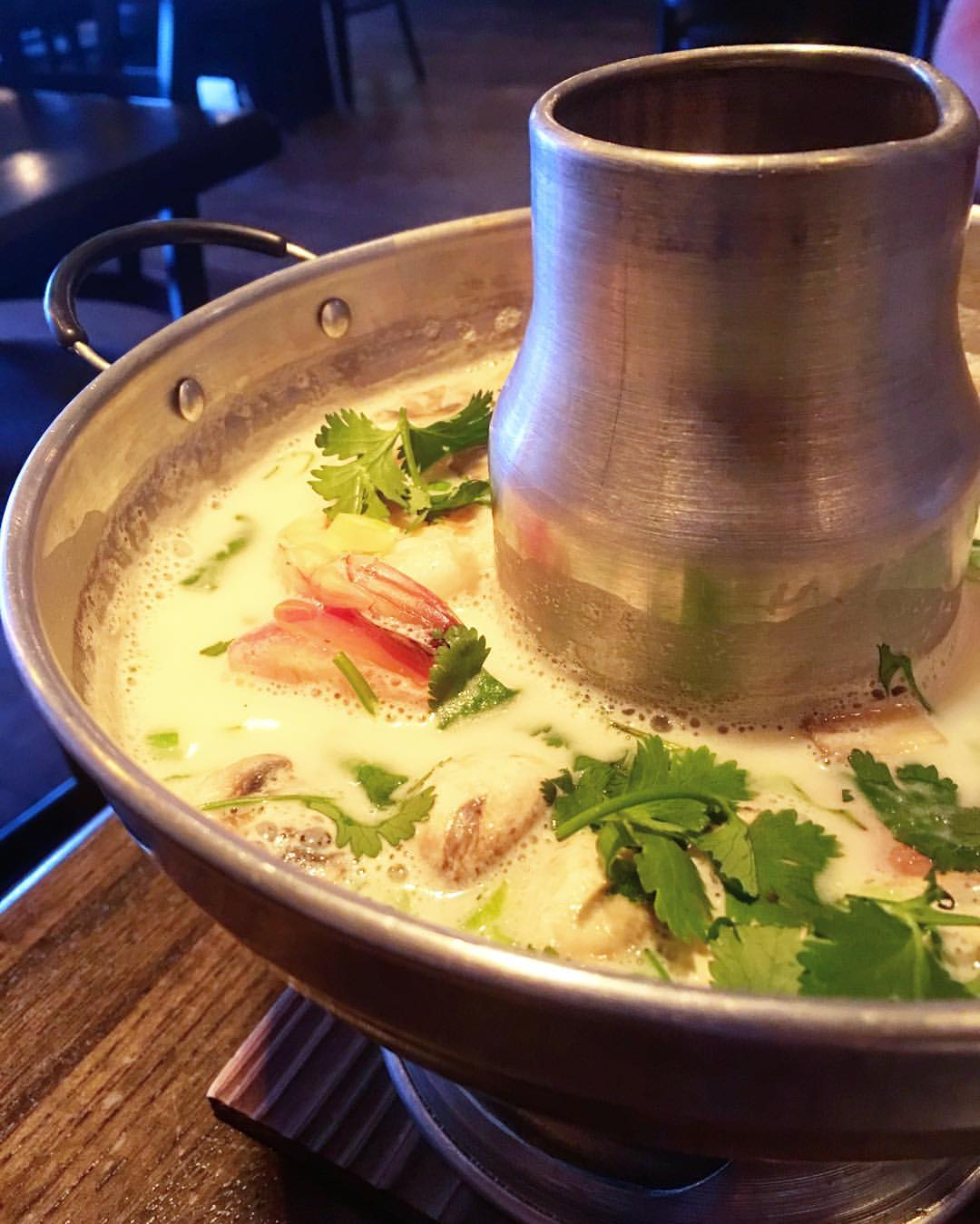
盛在火锅的椰汁鸡汤
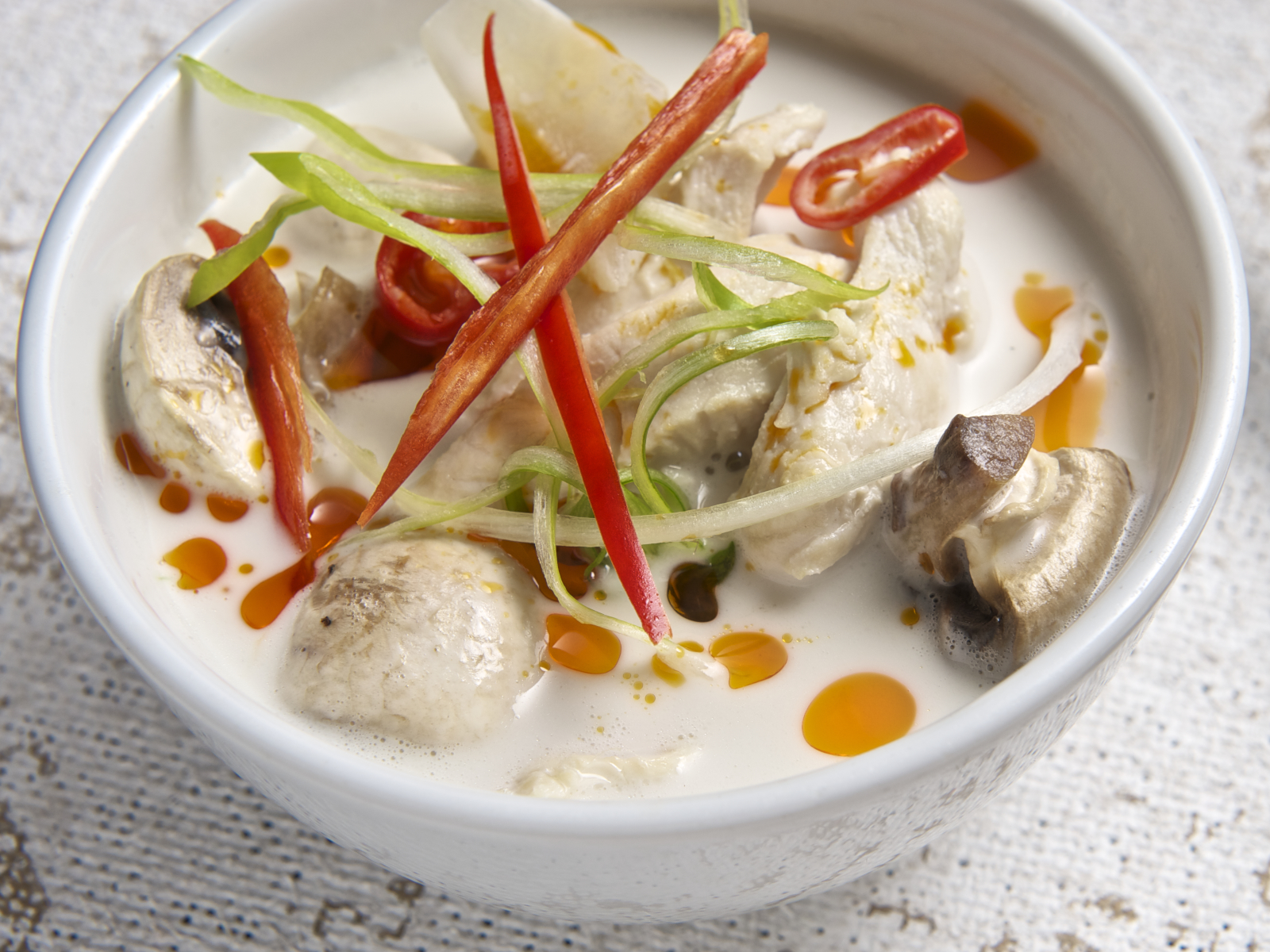
椰汁鸡汤，上有辣椒点缀
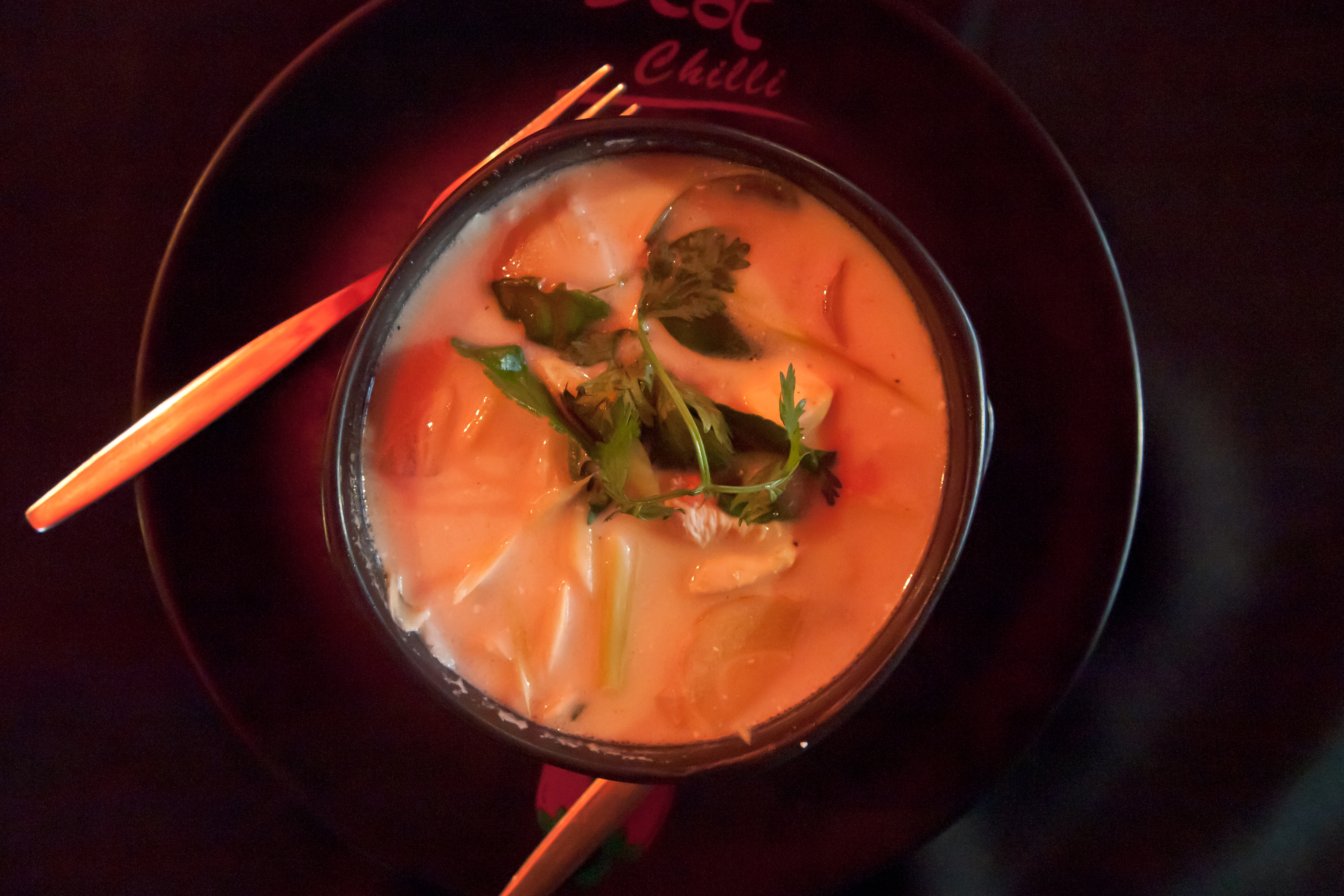
椰汁鸡汤
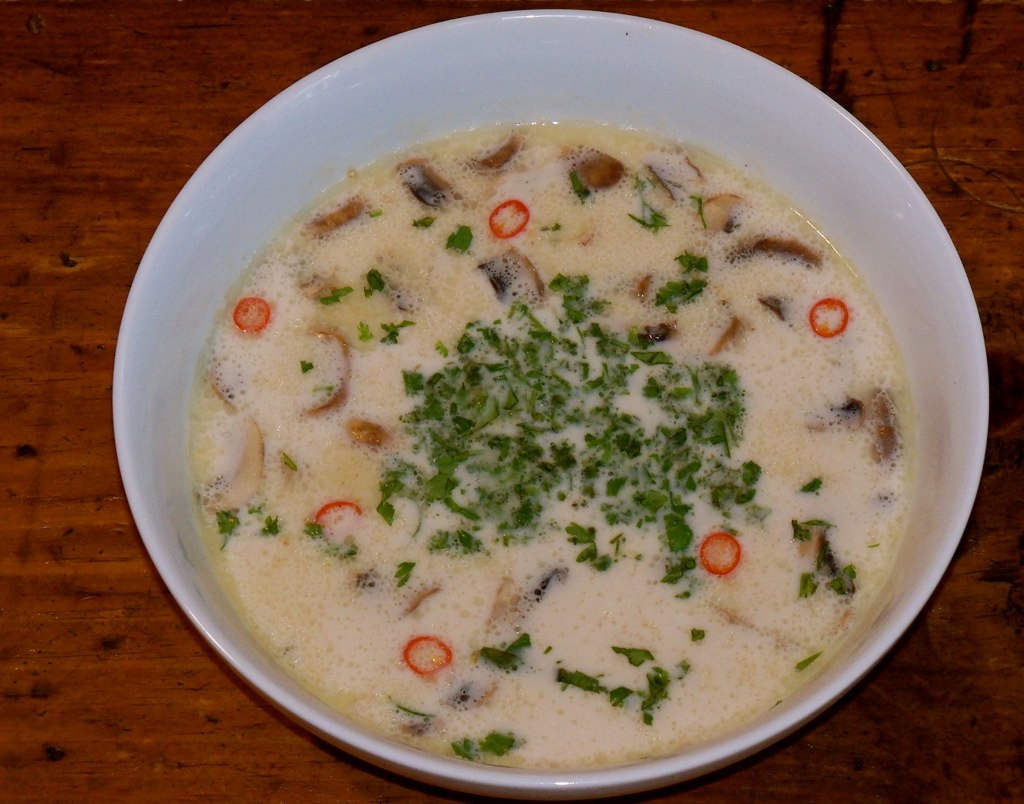
椰汁鸡汤